# Excentrische Jupiter
Een excentrische Jupiter is een gasreus die om een ster heen draait in een hoog-excentrische baan, vergelijkbaar met een komeet.
Het is hoogstwaarschijnlijk dat excentrische Jupiters het onmogelijk maken voor een planetenstelsel om aardachtige planeten te herbergen, net als bij hete Jupiters. Gezien de massa van de planeet zal deze na verloop van tijd alle planeten met een massa die overeenkomt met die van de Aarde uit het stelsel slingeren.
Het lijkt erop dat ongeveer 7% van alle sterren een excentrische Jupiter planeet in hun stelsel hebben. Hierdoor komen deze planeten vele malen vaker voor dan hete Jupiters.